# Cesta do středu Země (film, 2008)
Cesta do středu Země je americko-islandský dobrodružný film s Brendanem Fraserem. Režie se ujal specialista na zvláštní efekty Eric Brevig, hudbu složil Andrew Lockington. Film vypráví o chlapci jménem Sean Anderson (Josh Hutcherson), který přijíždí za svým strýcem, vědcem Trevorem (Brendan Fraser). Spolu s průvodkyní Hannah Ásgeirssonovou (Anita Briem) se na Islandu dostanou do podzemí a jediná cesta vede stále víc do hlubin. Odhalí děsivé tajemství o smrti Trevorova bratra Maxe?
Pokračováním filmu je Cesta na tajuplný ostrov 2.

## Obsazení
| Brendan Fraser (dabing Filip Jančík)         | profesor Trevor „Trev" Anderson |
| Anita Briem (dabing Kateřina Lojdová)        | Hannah Asgeirsson               |
| Josh Hutcherson (dabing Petr Neskusil)       | Sean Anderson                   |
| Seth Meyers (dabing Petr Burian)             | profesor Alan Kitzens           |
| Giancarlo Caltabiano (dabing Michal Novotný) | Leonard                         |
| Jean-Michel Pare                             | Maxwell „Max" Anderson          |
| Jane Wheeler (dabing Regina Řandová)         | Elizabeth „Liz" Anderson        |
| Frank Fontainei (dabing Bohuslav Kalva)      | starý muž                       |